# Московская школа художественных ремёсел
Московская школа художественных ремесел — учебное заведение профессионального образования в области традиционного декоративно-прикладного искусства.

## Общие сведения

### История
Московская школа художественных ремесел (МШХР) начала свою образовательную деятельность в 1938 году. В 1941 году в связи с началом Великой Отечественной войны работа школы была временно приостановлена, а в 1943 году решением Совета Народных Комиссаров возобновлена.
С самого начала деятельность школы была направлена на подготовку специалистов для предприятий народных художественных промыслов и ориентировалась на традиции народного декоративно-прикладного искусства и отечественной художественной педагогики
При поступлении в Московскую школу художественных ремесел надо было сдать вступительные экзамены по рисунку (натюрморт из трех предметов), живописи, а также по композиции. Например, на ювелирное отделение всего каждый год брали 15 человек.
Опыт Московской школы художественных ремесел стал основой для создания многоуровневого образовательного учреждения высшего профессионального образования — Высшей школы народных искусств.
С 2003 года Московская школа художественных ремесел.становится филиалом Высшей школы народных искусств, которая была открыта в Санкт-Петербурге. Она представляет собой многоуровневое государственное образовательное учреждение высшего профессионального образования в области традиционного прикладного искусства. Высшая школа народных искусств включает в себя институт, готовящий художников декоративно-прикладного искусства по специальности «Декоративно-прикладное искусство»; колледж, выпускающий художников-мастеров по специальности «Декоративно-прикладное искусство и народные промыслы»; школу-интернат, где дается общее среднее образование с углублённым изучением традиционного прикладного искусства и иностранных языков.
Материальная и научно-методическая база Московской школы художественных ремёсел формировалась более 100 лет.
С 4 октября 2007 года Московский филиал Высшей школы народных искусств переименован в Институт традиционного прикладного искусства.
С 1984 года Московской школой художественных ремёсел и Высшей школой народных искусств руководит Максимович Валентина Федоровна, доктор педагогических наук, академик Российской академии образования.
Сегодня выпускники школы могут трудиться мастерами-исполнителями, ведущими художниками и художниками творческих групп, заниматься индивидуально-творческой, дизайнерской, предпринимательской, экспертной деятельностью, вести преподавание специальных дисциплин и исполнительского мастерства в учебных заведениях среднего, дополнительного и профессионального образования разного уровня.

### Современное состояние
В настоящее время в МШХР существуют:
- Кафедра художественной вышивки
- Кафедра художественного кружевоплетения
- Кафедра художественной росписи тканей
- Кафедра истории и теории изобразительного искусства
- Кафедра русских художественных лаков
- Кафедра декоративной росписи
- Кафедра ювелирного искусства

Обучение — три года. В первый год обучение делать единичные изделия из латуни с разными видами накладок и закрепок. Во второй год — осваивание гравирования, эмалирования, изготовления браслетов. Третий год — изготовление диплома по своему проекту и производственная практика на одном из ювелирных заводов. Параллельно производственному обучению студенты изучают народные художественные промыслы, эстетику, историю искусств, композицию, рисунок, живопись, скульптуру.
По окончании училища выпускникам чаще всего присваивался третий или четвёртый разряд ювелира-монтировщика. Всего в сетке существует шесть разрядов. Для того чтобы получить четвёртый разряд, требуется сделать колье или сложный браслет с шарнирами и большим количеством камней, закреплённых фаден-гризантом.
- Кафедра пластических искусств
- Кафедра рисунка
- Кафедра живописи
- Кафедра русского языка и литературы
- Кафедра иностранных языков
- Кафедра естественнонаучных и экономических дисциплин
- Кафедра философии
- Кафедра физической культуры
- Кафедра истории и теории художественного образования
- Кафедра истории и теории народного искусства